# 烏雷卡
烏雷卡是赤道畿內亞的村落，由南比奧科省負責管轄，位於距離非洲大陸約32公里的比奧科島上，處於馬拉博以南，海拔高度186米，每年平均降雨量10,450毫米，是非洲降雨量最多的地方，喀麥隆的代本賈緊隨其後（10,299毫米）。